# Didogobius splechtnai
Didogobius splechtnai е вид лъчеперка от семейство Попчеви (Gobiidae).

## Разпространение
Видът е разпространен в Босна и Херцеговина, Испания (Балеарски острови), Италия (Сардиния), Монако, Турция, Франция и Хърватия.